# Mayer Mizrachi

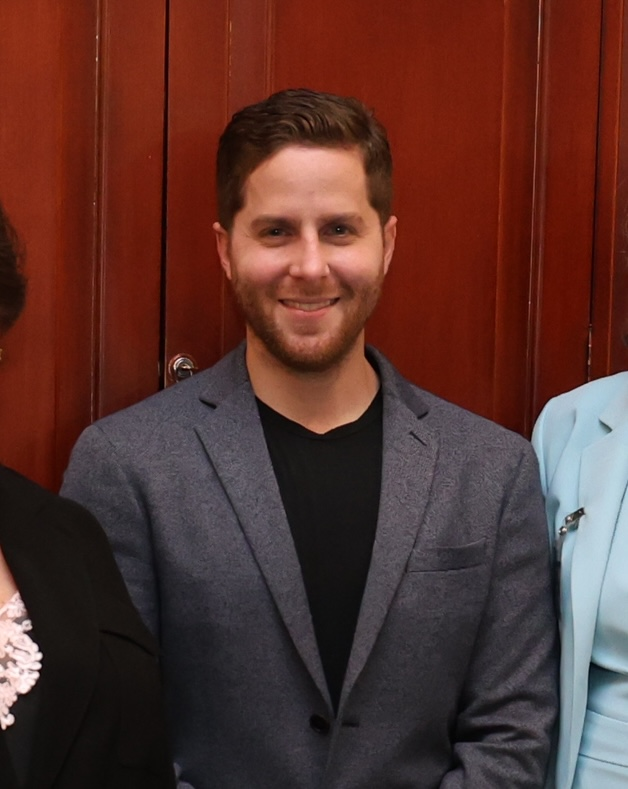
Mayer Mizrachi (2024)

Mayer Mizrachi Matalon (* 25. August 1987 in Panama-Stadt) ist ein panamaischer Geschäftsmann und Politiker. Seit 2024 ist er Bürgermeister des Bezirks Panama.

## Biografie
Mizrachi ist ein jamaikanisch-panamaischer Jude. Er ist Gründer des Start-up-Unternehmens Criptext und Gründer von Geeky Motors, das Tesla-Elektroautos in Panama vertreibt. Er ist Schwippschwager des ehemaligen panamaischen Präsidenten Ricardo Martinelli. Sein Vater Aaron "Roni" Mizrachi ist mit einer Schwester Martinellis verheiratet und war in den Odebrecht-Korruptionsskandal verwickelt.
Mizrachi kam in die Schlagzeilen, als ihn Panama 2015 wegen Veruntreuung in Zusammenhang mit der Abnahme der Messenger-Software "Criptext" verhaften ließ. Mizrachi verbrachte sechs Monate in einem kolumbianischen Gefängnis, wurde aber schließlich 2021 von allen Vorwürfen freigesprochen. Er bezeichnete seine Verfolgung als Teil einer politischen Hetzkampagne.
2023 nahm ihn die Antikorruptionsstaatsanwaltschaft Panamas erneut ins Visier und verfolgte ihn wegen Geldwäsche.
Am 5. Mai 2024 wurde er im Alter von 36 Jahren zum Bürgermeister des Bezirks Panama (Panama-Stadt) gewählt.